# 호류사 지역의 불교기념물
호류사 지역의 불교기념물(일본어: 法隆寺地域の仏教建造物 호류지치이키노 붓쿄켄조부쓰[*])는 1993년 유네스코 세계유산으로 등록되었다. 나라현 이코마군 이카루가정에 있는 호류지(法隆寺) 및 호키지(法起寺)의 불교 건축물을 말한다.

## 개요
호류지를 비롯 나라 현 지역의 불교 건축물은 쇼토쿠 태자(聖徳太子)와 인연이 깊다. 중국 육조 시대의 건축양식에 영향을 많이 받았다. 특히 호류지의 사이인가란(西院伽藍)은 건립연도에 관해 여러 설이 존재하지만, 세계 최고(最古)의 목조건물로 국제적으로도 널리 알려져 있다.

## 등록 경위
호류지를 비롯한 일련의 사원들은 메이지 시대 초기에 불교에 대한 탄압으로 위축되었지만, 후에 정책은 뒤집어졌고, 호류지 금당과 오층탑을 비롯 여러 건물이 1897년 사찰보호법제정으로 국가로부터 보호받았다. 태평양 전쟁후 이들 건물은 1950년 제정된 문화재보호법에 의해 국보 및 중요문화재로 지정되었다. 시간이 흘러 1993년에는 유네스코 세계유산으로 지정되었다.

## 등록 기준
호류지 지역의 불교건조물의 등록 요건은 등록기준 1항, 2항, 4항, 6항에 해당된다.
- (1) 독특한 예술적 혹은 미적인 업적, 즉 창조적인 재능의 걸작품을 대표 할 것.
- (2) 일정한 시간에 걸쳐 혹은 세계의 한 문화권내에서 건축, 기념물조각, 정원 및 조경디자인, 관련예 술 또는 인간정주 등의 결과로서 일어난 발전사항들에 상당한 영향력을 행사한 것.
- (4) 가장 특징적인 사례의 건축양식으로서 중요한 문화적, 사회적, 예술적, 과학적, 기술적 혹은 산업의 발전을 대표하는 양식.
- (6) 역사적 중요성이나 함축성이 현저한 사상이나 신념, 사진이나 인물과 가장 중요한 연관이 있는 것.

## 같이 보기
- 일본의 세계유산
- 아시아의 세계유산